# نوسوساکا
نوسوساکا (به اسپانیایی: Ñausacocha) یک کوه در پرو است که در Peru, Pasco Region واقع شده‌است. نوسوساکا ۵٬۱۵۲ متر بالاتر از سطح دریا واقع شده‌است.